# Josef Věnceslav Soukup
Josef Věnceslav Soukup (10. února 1819 Sedlčany – 23. července 1882 Písek) byl český učitel, hudební skladatel, malíř a odborný publicista.

## Život
Absolvoval učitelský kurs v Táboře a po dva roky byl učitelským pomocníkem v Jistebnici a v Sedlčanech. V roce 1836 odešel do Prahy a studoval na technice a současně na Varhanické škole. Jako učitel působil pak v Praze a od roku 1844 v Kolíně. V roce 1852 učil krátce na nižší reálce v Táboře. Poté odešel do Písku, kde již setrval až do své smrti. Nejprve byl učitelem hlavní školy. V roce 1860 se podílel na založení Vyšší měšťanské dívčí školy a v roce 1874 se stal jejím ředitelem. Byl všestranně nadaný. Kromě pedagogického působení byl malířem a hudebním skladatelem. Napsal řadu článků do denního i pedagogického tisku a několik učebnic přírodopisu, matematiky a kreslení.

## Dílo

### Hudební dílo
Písně
- Vlastenka
- Čechoslovan
- Hrob dráteníčka
- Věnec drobných písní jedno- i dvouhlasých
- Povzbuzení
- Dárek z pouti
- Červená se zoře
- Lovecká
- Komu, bratři zazpíváme
- Vínek školních písní
- A, e, i, o, u, y, aneb, Návod jak snadno a rychle zapamatujete si ta nejútlejší mládež samohlásky (kupletní žert)
- Mladí pastýři betlémští (dětská vánoční hra)
- Cizinci o štědrém večeru (vánoční dramatická hra pro dítky se zpěvy ve třech jednáních)

Chrámové skladby
- 2 české mše
- Sólová mše C-dur
- Otče náš pro sólový hlas, sbor a varhany
- Zpěvník kostelní
- Umučení Páně (oratorium)

Klavír
- Melodienbuch
- Idyly
- Mazurka podunajská
- Leichte polonaise
- Cäcilia (klavírní škola)

### Učebnice
- Přírodopis technologický ku prospěchu mládeže občanských, průmyslových, jakož i vyšších tříd dívčích a národních škol (1869)
- Soustavný přehled přírodopisu (tělověda - živočichopis - rostlinopis - nerostopis – zemězpyt) ku praktické potřebě žactva měšťanských škol, se zvláštním zřetelem k měšťanským školám čtyřtřídním
- Počtářství postupné v praktických příkladech obsahující i nové míry a váhy metrické
- Počty v příkladech a několik obrázků měřických (1864)
- Počty v příkladech soustavně a prakticky uspořádané (1872)
- Počty v příkladech a krátký návod k účetnictví (1873)
- Malý zahradník (1885)
- Přírodopis pro mládež

## Rodina
- Syn Josef Soukup (1854–1915)[4] byl středoškolský profesor v Pelhřimově a v Praze. Sestavil rovněž soupis uměleckých památek pelhřimovského, píseckého a ledeckého okresu.[5]
- Syn Jaroslav Soukup[6] (1863–1946) se proslavil jako malíř a pedagog[7]